# Jamides goodenovii
Jamides goodenovii is een vlinder uit de familie van de Lycaenidae. De wetenschappelijke naam van de soort is voor het eerst gepubliceerd in 1876 door Arthur Gardiner Butler.